# Belianská dolina (Malá Fatra)
Belianská dolina je dolina v Malé Fatře.

## Poloha
Dolina se táhne od severozápadu na jihovýchod. Začíná ve výši cca 500 m n. m. na konci obce Belá. Končí na severních svazích Malého Kriváně ve výši cca 1000 m n. m., kde se nachází Národní přírodní rezervace Pripor. Dolina rozděluje katastrální území obce Belá a Dolná Tižina.

## Popis
Dolinu ohraničují kopce s hustým porostem převážně bukových lesů se skalnatými útvary. Skály na vrchu Kykula (953 m n. m.) jsou pěkným vyhlídkovým bodem a vhodným místem pro horolezecké sporty. Na začátku doliny se nacházejí rekreační chaty. V údolí se nachází osada Frankovci.
Dolinou protéká Belianský potok, který je regulován a funguje jako rezervoár pitné vody pro blízké obce.

## Přístup
Přístup je možný po asfaltové a upravené cestě až k závoře, která brání průjezdu vozidel k chráněné oblasti. Směrem k Malému Kriváňu cesta pokračuje a mění se na chodník.

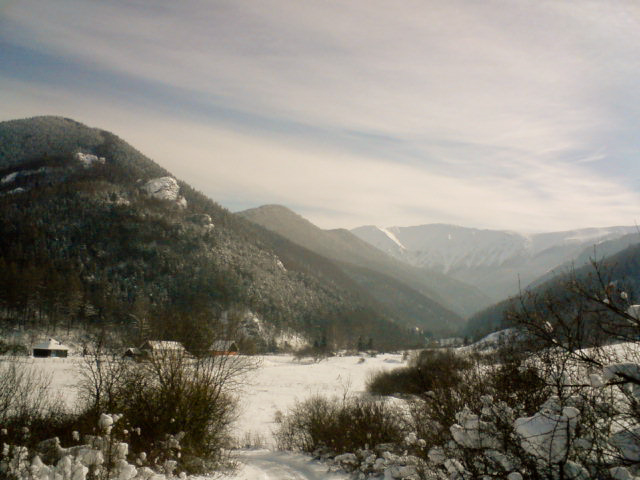
Malý Kriváň na konci doliny, vlevo Belské skály